# چووچتسه
چووچتسه (به لهستانی:  Czułczyce) یک روستا در لهستان است که در گمینا ساوین واقع شده‌است.